# Special Olympics
Special Olympics est une organisation sportive organisant la formation et des concours pour des enfants et adultes ayant une déficience intellectuelle. Ces compétitions comprennent les Jeux olympiques spéciaux, qui alternent entre les Jeux d'été et d'hiver.
Comme le Comité international paralympique (CIP), Special Olympics est reconnu par le Comité international olympique (CIO).
L'organisation a été fondée par Eunice Kennedy Shriver en 1968.

### Biographie
- (en) Élise Lantz (Inserm, Paris) et Anne Marcellini (Issul, Lausanne), « Sports games for people with intellectual disabilities. Institutional analysis of an unusual international configuration » [« Jeux sportifs pour personnes ayant une déficience intellectuelle. Analyse institutionnelle d'une configuration internationale inhabituelle »], Sport in Society,‎ 4 janvier 2017, p. 14 (lire en ligne, consulté le 25 mars 2024) [PDF].